# Falašćak
Falašćak – wieś w Chorwacji, w żupanii zagrzebskiej, w mieście Samobor. W 2011 roku liczyła 136 mieszkańców.